# Albentosa (Teruel)
Albentosa ist eine spanische Gemeinde (municipio)  mit 299 Einwohnern (Stand: 2024) im Südosten der Provinz Teruel in der Autonomen Gemeinschaft Aragonien. 

## Lage
Albentosa liegt knapp 37 Kilometer (Fahrtstrecke) südöstlich der Provinzhauptstadt Teruel im Bergland der Sierra de Gúdar in einer Höhe von ca. 950 m. Durch die Gemeinde führt die Autovía A-23.

## Bevölkerungsentwicklung
| Jahr      | 1960 | 1970 | 1981 | 1991 | 2006 | 2011 | 2021 |
| Einwohner | 803  | 523  | 350  | 288  | 252  | 290  | 290  |

Die höchsten Einwohnerzahlen seiner Geschichte (knapp 1200) verzeichnete Albentosa in der ersten Hälfte des 20. Jahrhunderts.

## Wirtschaft
Landwirtschaft und Tourismus sind die Haupteinnahmequellen des Ortes. Für die umliegenden Einzelgehöfte und kleinen Dörfer ist er ein wichtiges Handwerks- und Handelszentrum.

## Sehenswürdigkeiten
- Burgruine von Albentosa
- Kirche Mariä Engeln (Iglesia de Nuestra Señora de Los Ángeles)
- Rathaus

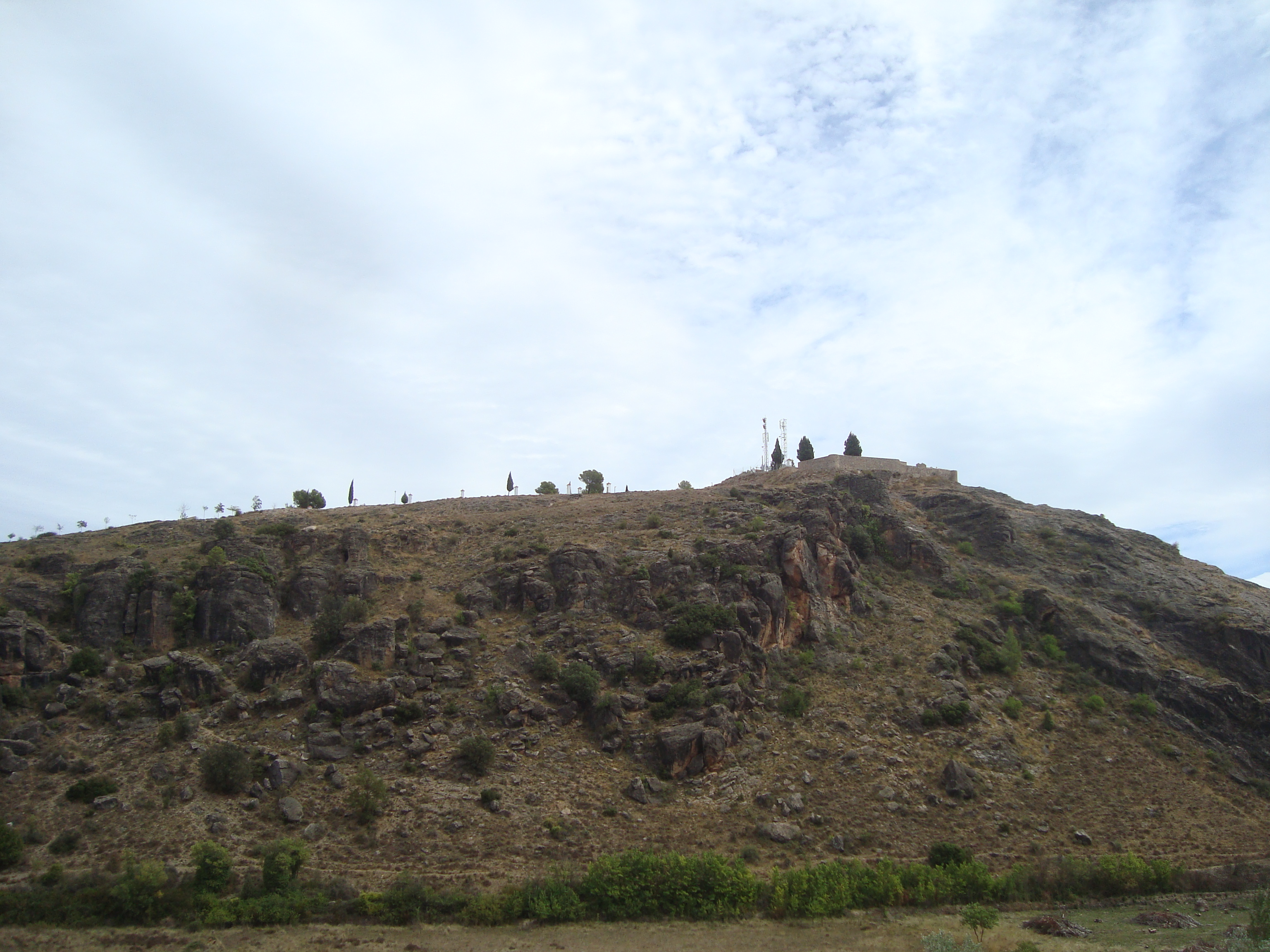
Burgruine